# Кини Мини
Служба «Кини Мини» (англ. Keenie Meenie Services или англ. KMS) — одна из первых британских частных военных компаний, основанная бывшими военнослужащими королевских вооружённых сил и спецслужб. Занималась различными видами охранной деятельности и, принимая участие в различных военных конфликтах второй половины XX века, просуществовала до начала 1990-х годов. Известно, что вплоть до 1987 года компания KMS координировала свою работу по подготовке кадров с ЦРУ.
Специалисты и бойцы «Кини Мини» неоднократно обвинялись в разнообразных нарушениях морально-этических норм и в совершении военных преступлений. Компания оправдывалась, что она занимается по большей части боевым тренингом и не может нести ответственность за противозаконные деяния обученного ею военного персонала. Тем не менее, процесс боевой подготовки военных специалистов компанией «Кини Мини» не прекратился даже после длинной череды совершённых ими зверств, что стало причиной публикации в международной прессе сомнений в искренности и обоснованности этих оправданий.

## Общие сведения
Учреждение компании KMS состоялось в 1975 году. Её основателями стали экс-директор САС бригадир Майк Уингейт-Грей, полковник Джим Джонсон, майор Дэвид Уокер и майор разведывательной группы САС Эндрю Найтингейл. Помимо них в состав первых лиц KMS вошёл представитель известной страховой корпорации Blackwall Green Джон Саузерн. Регистрация нового юридического лица была проведена в оффшорной зоне на острове Джерси (Ла-Манш), где кроме неё была зарегистрирована ещё одна британская ЧВК — «Уотчгуард интернэшнл». В начале некоторое время для скрытия спонсоров KMS использовалось название Executives International.
Непосредственным руководством деятельностью компании занимались майор Дэвид Уолкер, бывший специалист Скотленд-Ярда по арабской преступности Рэй Такер и майор Эндрю Найтингейл.
Происхождение названия «Кини Мини» не имеет однозначного ответа. По одной из версий название компании пришло из арабского жаргона и обозначает «подполье», по второй — оно переводится с языка суахили как «змея в траве» и возникло во времена восстания Мау-Мау, по третьей — позаимствовано из сленга спецподразделений САС и означает «скрытные операции» (англ. covert operations). Последняя версия появилась благодаря признанию бывшего директора САС генерала Питера де ля Бирилье.
В начале своей деятельности компания «Кини Мини» активно вербовала в свои ряды ветеранов боевых действий в Северной Ирландии и Омане. В целом считается, что методом, характерным для всех британских ЧВК, стал приём «на работу» кадровых офицеров, временно «уволенных» из спецслужб для проведения особо резонансных мероприятий. В случае успешного завершения заданий их немедленно принимали назад в их подразделения.
Головной офис компании «Кини Мини» располагался вместе с офисом её дочернего предприятия Saladin Security в Лондоне, недалеко от штаб-квартиры 22-го полка САС.
Компанию «Кини Мини» не следует путать с другой частной военной организацией, которая тоже использовала в качестве своего названия аббревиатуру KMS. Это предприятие было создано английскими военнослужащими задолго до «Кини Мини» в 60-х годах XX века для формального прикрытия британских операций на территории Йемена. В создании этой «ширмы» принимал участие всё тот же бригадир Майк Уингейт-Грей, представитель британской спецслужбы МИ-6 Фрэнк Стил (как специалист по Ближнему Востоку), полковник Дэвид «Динки» Сазерлэнд (как представитель контрразведывательной службы МИ-5) и майор САС Дэар Нюэлл. Помещение для офиса было предоставлено полковником Дэвидом Стирлингом из фондов его телевизионной компании TIE (англ. Television International Enterprises).

## История
Коммерческая деятельность компании «Кини Мини» началось с охраны британских дипломатов в Буэнос-Айресе. В 1976 году султан Омана нанял инструкторов KMS для обучения своих специальных сил, a министр нефтяной промышленности Саудовской Аравии и британский посол в Ливане завербовали себе телохранителей из рядов KMS. В 1979 году компания KMS получила контракты британского МИДа на охрану дипломатов в Уганде, Эль-Сальвадоре и Родезии.
В 1981 году Эндрю Найтингейл погиб в автомобильной аварии в Омане. В течение 1982 года сотрудники KMS продолжали охранять британских дипломатов в Уругвае, несмотря на угрозы со стороны Аргентины в ходе Фолкленской войны. В 1983 году компания KMS добилась нескольких государственных подрядов от правительства Шри-Ланки из-за вспыхнувшей на острове гражданской войны. С января 1984 года специалисты KMS начали тренировать полицейский спецназ Шри-Ланки. Подготовка шри-ланкийских спецподразделений велась по заказу британского правительства для борьбы с формированиями организации «Тигры освобождения Тамил-Илама». В это же время Дэвид Уолкер приступил к работе в Никарагуа. В этой стране «Кини Мини» работала во взаимодействии с ЦРУ. При участии eё специалистов была поставлена на поток боевая подготовка бойцов «контрас», осуществлено минирование портовой инфраструктуры в Манагуа и организовано несколько диверсионно-террористических актов. В дополнение к этому в декабре 1984 года Уолкер подал идею начать совместно с «контрас» отработку тактических приёмов уничтожения советских вертолётов Ми-24. Для этого в Чили были закуплены переносные зенитные ракетные комплексы «Блоупайп», однако их поставку осуществить не удалось.
В 1985 году компания KMS начинает работать с вертолётной авиатехникой, а на острове Шри-Ланка её персонал приступает к тренировке армейских коммандос и к управлению боевыми операциями. В этом же году специалисты KMS подорвали госпиталь в Манагуа, а на Шри-Ланке военный персонал KMS оказался причастен к пыткам и исчезновениям людей. 
По заданию ЦРУ компании KMS и Saladin Security занимались тренингом афганских моджахедов, в частности, в 1986 году компания KMS пыталась обучать их навыкам разминирования. По мнению независимых журналистов из «Центра за целостность общества» компания KMS получала вознаграждение от ЦРУ не только за боевую подготовку афганских моджахедов, но и за военное обучение других вооружённых формирований исламских фундаменталистов. В том же году, в связи с обвинениями в военных преступлениях на территории Шри-Ланки, компанию покинул Дэвид Уолкер. В 1987 году выяснилось, что полицейский спецназ Шри-Ланки, обученный KMS, причастен к массовому убийству 85 гражданских лиц, а пилоты KMS обеспечивали поддержку с воздуха индийским войскам во время уничтожения гражданского населения.
С 1988 года мероприятия KMS по обучению войск на Шри-Ланке были свёрнуты, а в тренировочном процессе всё возрастающую роль начала играть компания Saladin Security.
В начале 1990-х годов компания KMS прекратила свою деятельность из-за многочисленных скандалов и постоянной критики в международной прессе.